# Loi du Québec
 (décembre 2021).
Si vous disposez d'ouvrages ou d'articles de référence ou si vous connaissez des sites web de qualité traitant du thème abordé ici, merci de compléter l'article en donnant les références utiles à sa vérifiabilité et en les liant à la section « Notes et références ».
Une loi du Québec est une loi provinciale adoptée par l'Assemblée nationale. Elle est en vigueur et s'applique sur le territoire du Québec jusqu'à ce qu'elle soit abrogée.
L'expression Statuts du Québec (S.Q.) ou Lois du Québec (L.Q.) désigne aussi l'ensemble des lois adoptées par l'Assemblée nationale depuis la confédération. De plus, les lois à caractère général et permanent déterminés par le ministre de la Justice sont intégrées au Recueil des lois et des règlements du Québec (RLRQ, ou anciennement L.R.Q.).

## Adoption
Le processus d'adoption d'une loi au Québec varie selon qu'il s'agit d'un projet de loi public ou un projet de loi d'intérêt privé.
Les lois publiques sont des lois qui s'appliquent à l’ensemble ou à une partie importante de la population. Elles peuvent être présentées par le gouvernement ou par un député. L'adoption d'une loi publique se résume en sept étapes :
1. Présentation : L'auteur du projet de loi le présente à l'Assemblée nationale pour que les députés en prennent connaissance.
2. Consultation en commission : Étape facultative. Lors de projets de loi importants, une commission parlementaire peut tenir des consultations pour recevoir des mémoires ou entendre les représentations de citoyens ou d'organismes concernés.
3. Adoption du principe : À l'Assemblée nationale, les députés doivent adopter le principe général du projet de loi, c'est-à-dire l'objectif général, sans entrer dans les détails ou les articles précis.
4. Étude détaillée en commission : Le projet de loi est référé à la commission parlementaire relative au sujet du projet de loi. La commission fait l'étude de chacun des articles et apporte des modifications.
5. Prise en considération du rapport de la Commission : Présentation et vote à l'Assemblée nationale sur le rapport de la commission qui a étudié le projet de loi.
6. Adoption du projet de loi : L'Assemblée nationale adopte le projet de loi
7. Sanction : Le lieutenant-gouverneur du Québec sanctionne le projet de loi qui devient alors une véritable loi.

Les projets de lois sont numérotés en fonction de l'ordre de présentation dans une session parlementaire de l'Assemblée nationale. À chaque début de session, la numérotation recommence à 1. Souvent, une loi provoquant un débat public restera dans la mémoire collective sous ce numéro d'ordre. Par exemple, les lois linguistiques au Québec sont souvent identifiées sous les vocables « loi 63 », « loi 22 » ou « loi 101 ». Ainsi, dans la langue familière, l'expression « loi 101 » est donc un diminutif de la réelle expression : « projet de loi numéro 101 » qui portait le titre de Charte de la langue française. La Charte de la langue française était le 101e projet de loi déposé à l'Assemblée nationale lors de la 1re session de la 31e législature.

## Types
Il n'y a véritablement que deux types de lois québécoises : les Lois du Québec (ou « lois annuelles ») et les lois refondues (voir « Recueil des lois et des règlements du Québec » ci-dessous). Les lois annuelles peuvent être divisés en 2 sous-types : les lois publiques et les lois privées.
Certaines lois prennent le nom de « code » ou de « charte », mais cela n'a aucune incidence juridique. Il s'agit simplement d'une habitude de nommer « code » une loi qui rassemble toutes les règles sur un sujet et de nommer « charte » une loi qui accorde des privilèges à une organisation ou qui énonce les valeurs fondamentales du Québec. De même, l'expression « loi spéciale » est une expression utilisée dans les médias qui n'a aucun impact juridique. Il s'agit d'un projet de loi qui est étudié lors d'une séance extraordinaire à l'Assemblée nationale.

### Lois du Québec
Les Lois du Québec (L.Q.) (ou « lois annuelles ») désignent toutes les lois du Québec. Ainsi, toute loi a d'abord été une loi annuelle. Elles sont publiées dans un recueil intitulé Lois du Québec. Ce recueil comprend toutes les lois édictées par le l'Assemblée nationale. Elles sont classées selon leur ordre chronologique de sanction à l'intérieur d'une année civile. Elles sont ainsi appelées les « lois annuelles » , puisqu'elles sont regroupées en fonction de leur année de sanction. Les lois annuelles ne sont jamais modifiées. Elles représentent la loi telle qu'elle a été adoptée à un moment précis. Lorsqu'une nouvelle loi annuelle apporte une modification à une ancienne loi annuelle, la modification figure uniquement dans le Recueil des lois et des règlements du Québec.
Pour référer à une loi annuelle, il faut indiquer son année de sanction et son ordre d'adoption. Par exemple, la Loi modifiant la Charte de la langue française, adoptée en 2002, est la 28e loi sanctionnée par le lieutenant-gouverneur en 2002. Elle sera donc classée comme le 28e chapitre des Lois du Québec de 2002. Cette loi sera donc citée comme suit : Loi modifiant la Charte de la langue française, L.Q. 2002, c. 28.
Les lois privées sanctionnées dans l'année civile sont classées à la suite des lois publiques dans les recueils annuels. Leur numéro de chapitre est donc attribué tout à la fin de l'année lorsque la dernière loi publique a été sanctionnée. Les lois privées sont citées de la même façon que les lois publiques.
| Titre | Lois du Québec (recueil des lois annuelles) | Année | Chapitre | Indication du chapitre |
| --- | ------------------------------------------- | ----- | -------- | ---------------------- |
| Loi modifiant la Charte de la langue française                                                                                      | L.Q.                                        | 2002, | c.       | 28                     |
| Loi permettant aux étudiants de recevoir l’enseignement dispensé par les établissements de niveau postsecondaire qu'ils fréquentent | L.Q.                                        | 2012, | c.       | 12                     |
| Loi concernant la Ville de Sherbrooke                                                                                               | L.Q.                                        | 2018, | c.       | 31                     |

### Recueil des lois et des règlements du Québec

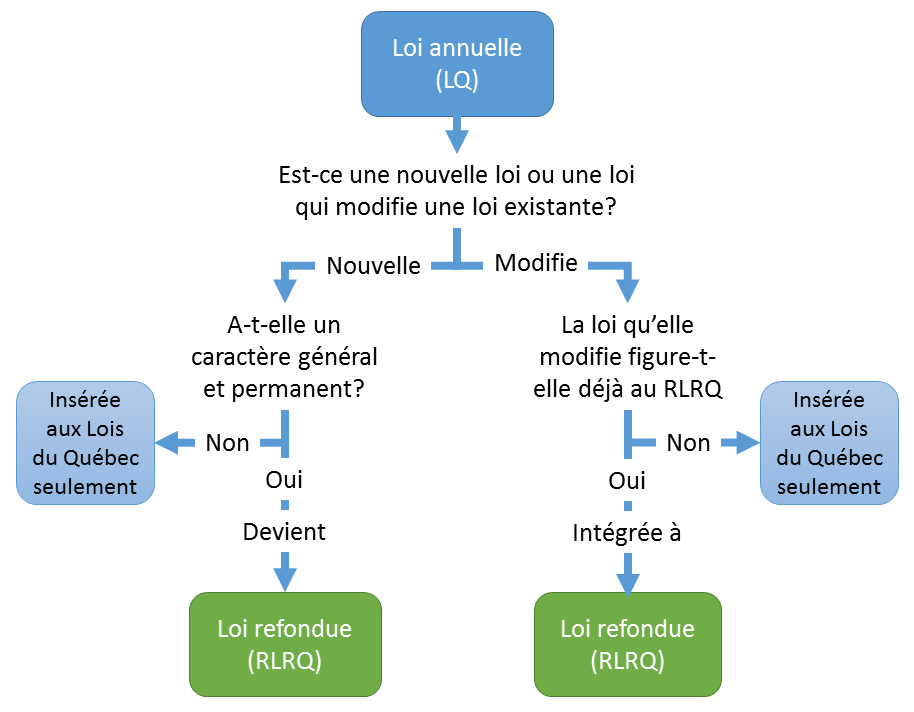
Schéma illustrant le processus de différenciations entre les deux types de lois québécoises.

#### Fonctionnement
Le Recueil des lois et des règlements du Québec (RLRQ) (anciennement Lois refondues du Québec (L.R.Q.)) est un recueil des lois québécoises à caractère général et permanent. Il comprend seulement certaines lois annuelles : celles qui ont vocation à perdurer dans le temps. Ainsi, selon son importance, une loi annuelle peut ou non figurer au RLRQ. Ce recueil rassemble une grande partie des lois en vigueur au Québec. Les lois qui ne sont pas incluses au recueil (loi à caractère local ou privé) sont tout de même en vigueur.
Toutes les lois sont donc publiées d'abord dans les Lois du Québec (voir ci-dessus), on les appelle alors « lois annuelles ». Toutefois, seules certaines d'entre elles sont insérées au Recueil des lois et règlements du Québec. Lorsqu'une loi annuelle est insérée au RLRQ, toutes les modifications apportées à cette loi seront faites dans le RLRQ. Le Recueil permet donc d'avoir une compilation des lois en vigueur au Québec avec toutes les modifications qui y ont été apportées.
En mars 2013, il y avait 488 lois au RLRQ.
Pour référer à une loi au Recueil, il faut indiquer sa cote alphanumérique. Lors de son insertion dans le RLRQ, chaque loi reçoit une cote alpha-numérique (ex. : « C-24.1 »). Les références à cette loi dans les documents légaux (autres lois, jugements, contrats, doctrine) se font désormais à l'aide de cette nouvelle classification. Par exemple, le Code de la sécurité routière du Québec est désigné par « RLRQ, c. C-24.2 » et la Loi sur les cités et villes est connue sous la désignation « RLRQ, c. C-19 ». Le « C » est la première lettre du nom de la loi, l'identifiant « 24.2 » indique le rang alphabétique de cette loi dans la catégorie « C ». Les décimales sont utilisées pour indiquer l'ordre alphabétique. Ainsi, les chapitres P-9 et P-10 du RLRQ sont la Loi sur les parcs (RLRQ, c. P-9) et la Loi sur la pharmacie (RLRQ, c. P-10). Lors de l'adoption de la Loi sur les permis d'alcool, de par son ordre alphabétique, elle se voit donc attribuer la cote « P-9.1 » pour figurer entre les deux lois. Si cette situation se reproduit, on ajoute un zéro plutôt qu'un second point. Ainsi, la Loi sur les pêcheries commerciales et la récolte commerciale de végétaux aquatiques, entrée en vigueur après la Loi sur les permis d'alcool, s'insère entre cette dernière et la Loi sur les parcs, se voyant ainsi attribuer le code « P-9.01 ».
Lorsqu'une loi n'a pour but que de faire une modification à une loi existante, elle n'est classée que dans les lois annuelles et ses modifications sont appliquées directement à la loi visée dans les lois refondues.
| Titre                                       | Abréviation de « Recueil des lois et des règlements du Québec » | Abréviation de « chapitre » | Cote (identifiant alphanumérique) |
| ------------------------------------------- | --------------------------------------------------------------- | --------------------------- | --------------------------------- |
| Charte de la langue française               | RLRQ,                                                           | c.                          | C-11                              |
| Loi concernant la lutte contre le tabagisme | RLRQ,                                                           | c.                          | L-6.2                             |

#### Refonte[7]
On désigne par « refonte » le processus permanent par lequel les lois annuelles sont intégrées au Recueil des lois et des règlements du Québec (RLRQ). Il s'agit d'un processus essentiellement technique effectué par le ministère de la Justice par lequel il peut notamment réordonner les textes et revoir les titres des lois et des règlements. La refonte est faite autant que possible de façon mensuelle, afin que les nouvelles lois annuelles soient régulièrement intégrées au RLRQ.
Par contre, le processus de changement est profond puisque toutes les lois adoptées depuis la dernière refonte et toutes les lois touchées par l'une ou l'autre de ces lois sont « refondues », c'est-à-dire réécrites au complet avant d'intégrer ou de réintégrer le corpus des lois existantes.
Une table de concordance permet le suivi de l'évolution des modifications après une refonte ou modification d'un document législatif. Elles sont notamment utiles lorsque de nouveaux points ont prévu des clauses de droits acquis ou des dispositions transitoires.
Lors de la réforme civile en 1991, par exemple, le Code civil du Bas-Canada devint le Code civil du Québec. Une table de concordance fut alors établie afin de relier les articles remplacés de l'ancien au nouveau code, selon leur sujet. De plus, cette table indique les articles qui constituent des dispositions créées ou abrogées par le nouveau code.
Avant 1977, les lois générales et permanentes étaient connues sous le nom des Statuts refondus (S.R.). Une mise à jour de celui-ci nécessitait alors une refonte complète du recueil. Depuis l'adoption de la Loi constitutionnelle de 1867, ses mises à jour furent réalisées aux années 1888, 1909, 1925, 1941 et 1964 sous le titre de Statuts refondus (S.R.) et en 1977 sous le titre de Lois refondues (L.R.).

#### Indication des modifications
Le Recueil des lois et des règlements du Québec (RLRQ) contient aussi l'historique des modifications apportées à un article de la loi. Par exemple, l'article 1 de la Loi sur l'instruction publique (RLRQ c. I-13.3) a les indications suivantes : 

« 1988, c. 84, a. 1; 1997, c. 96, a. 1; 2004, c. 31, a. 71. »

Par conséquent, cela indique que l'article a été modifié deux fois après son adoption. Il a d'abord été adopté par l'article 1 de la 84e loi de 1988 (L.Q. 1988, c. 84, a. 1), puis qu'il a été modifié par l'article 1 de la 96e loi de 1997 (L.Q. 1997, c. 96, a. 1) et finalement par l'article 71 de la 31e loi de 2004 (L.Q. 2004, c. 31, a. 71).

### Comparaison internationale
En droit comparé, le système de classification des Lois du Québec (L.Q.) est comparable à celui des Lois du Canada (L.C.) et des United States Statutes at Large. Alors que le Recueil des lois et des règlements du Québec (RLRQ) est comparable aux Lois révisées du Canada (L.R.C.) et au Code des États-Unis (United States Code).

## Autres documents et publications

### Gazette officielle du Québec
La Gazette officielle du Québec est le recueil des publications gouvernementales ou de l'Assemblée nationale portées à la connaissance du public.
Elle est divisée en deux (2) parties: 
1) Avis Juridiques
2) Lois et règlements